# Oderský vrch
Oderský vrch är ett berg i Tjeckien. Det ligger i den östra delen av landet, 230 km öster om huvudstaden Prag. Toppen på Oderský vrch är 579 meter över havet.
Terrängen runt Oderský vrch är platt söderut, men norrut är den kuperad. Runt Oderský vrch är det ganska glesbefolkat, med 24 invånare per kvadratkilometer. Närmaste större samhälle är Šternberk, 19,2 km väster om Oderský vrch. I omgivningarna runt Oderský vrch växer i huvudsak blandskog.